# Meliteo
Meliteo è un personaggio della mitologia greca, figlio di Zeus e della ninfa Otreide. 

## Il mito
Dopo i suoi amori con Zeus, la ninfa, temendo la gelosia di Era, nascose il neonato in un bosco e lì l'abbandonò. Tuttavia il padre degli dei lo fece nutrire da api e ordinò, attraverso un oracolo, ad un pastore del posto, chiamato Fagro, figlio della stessa Otreide e di Apollo, di allevare il bambino nutrito da quegli animali.
Seguendo i consigli dell'oracolo, Fegro si recò sul posto dove trovò il neonato cibato da uno sciame d'api. Raccoltolo, lo condusse a casa sua e l'allevò fin quando diventò un giovane vigoroso e forte, tanto da sottomettere i popoli vicini e da giungere fino in Tessaglia. Qui fondò la città di Melitea, di cui divenne re.

## Fonti
- Antonino Liberale, Metamorfosi, 13